# Elousa mima
Elousa mima là một loài bướm đêm trong họ Erebidae.